# Aasiaat
Aasiaat (Egedesminde en danès) és el quart poble més gran de Groenlàndia, i al mateix temps és la capital del municipi que té el mateix nom (Aasiaat Kommuneat).
El municipi té diverses illes a la zona meridional de la badia Disko (arxipèlag d'Aasiaat) en el centre-occidental de Groenlàndia. És un dels dos municipis groenlandesos que no ocupen cap porció de l'illa principal de Groenlàndia (l'altre és Qeqertarsuaq).
El nom Aasiaat significa «filar» en groenlandès, però probablement es deriva de la paraula aasiat ('lloc de trobada'). L'escut d'armes mostra una xarxa sobre un fons blanc i blau que simbolitzen la unió d'un mar gelat i un mar sense gel.
Aasiaat se'l coneix també com el «Poble de les balenes» des que són vistos de forma habitual mamífers marins com les balenes i les foques.

## Geografia
L'illa més gran de l'arxipèlag Aasiaat és Saqqarliup Nunaa, que està deshabitada però té edificis per acomodar a turistes. En la punta occidental de l'illa està el llogaret abandonat de Manermiut. Un altre llogaret abandonat és Vester Ejland, que es troba en una illa amb el mateix nom, la més occidental de l'arxipèlag, a 29 km a l'oest-sud-oest del poble d'Aasiaat.
La població total del municipi està repartida entre tres assentaments (dades del 2013):
1. El poble d'Aasiaat (3.142 hab) està en l'illa homònima, just al nord-est de Saqqarliup Nunaa.
2. El llogaret d'Akunnaaq (Akúnâk)(98 hab) està en l'illa del mateix nom, al nord-est de Saqqarliup Nunaa, a 23 km Est-nord-est del poble d'Aasiaat.
3. El llogaret de Kitsissuarsuit (87 hab) està en una petita illa amb el mateix nom (en danès Hunde Ejland, per al llogaret i per l'illa), a 21 km al nord-oest del poble d'Aasiat.

## Història

### Primers pobladors
Els estudis arqueològics en la regió suggereixen que en el segle v aC ja hi havia humans a la zona.
Els primers colonitzadors moderns daten de l'any 1200, probablement caçadors per subsistència. Aquests habitants caçaven foques de Groenlàndia i pescaven capellans (ammassaat) a prop de la badia de Sydøst durant la primavera. A l'estiu es desplaçaven a Nordre Strømfjord per a caçar rens i pescar halibuts. Durant la tardor, la gent de la badia Disko tornaven a casa per a caçar foques. A l'hivern, la badia es glaçava i caçaven narvals i belugues.
Aquests primers pobladors dissenyaven i construïen els seus propis caiacs i umiaks quan l'aigua no estava glaçada i a l'hivern utilitzaven trineus.

### Colonització
Niels Egede, el segon fill del missioner norueg Hans Egede que era conegut com a «Apòstol de Groenlàndia», va fundar l'assentament que arribaria a ser Aasiaaten en 1759. Li va ficar el nom d'Egedesminde en honor del seu pare i es va establir al nord de Nordre Strømfjord, a 125 km al sud de la ubicació actual d'Aasiaat. El poble es va reconstruir al seu lloc actual en 1763.
Durant el període de la caça de balenes del segle xviii es va produir un comerç actiu amb els baleners procedents d'Alemanya, Dinamarca i dels Països Baixos, però els microbis de la verola que van portar van ser molt perjudicials per als habitants de la regió. Només 21 persones van sobreviure a les quatre epidèmies de verola (1776, 1800, 1825 i 1852)
La població es va estabilitzar a principis del segle xix i va començar a augmentar lentament, arribant als 1.269 habitants el 1901.

### Segle XX
Aasiaat va créixer molt durant la primera meitat del segle xx. Al 3 de maig de 1940, durant la Segona Guerra Mundial, es va firmar un tractat en Godhavn que permetia sobrevolar als avions americans sobre l'espai aeri groenlandès, islandès i escocès per poder auxiliar al Regne Unit. Un resultat de la Segona Guerra Mundial va ser el fet que Dinamarca, sota el control del Tercer Reich, no podia enviar lliurement subministraments a Groenlàndia, i aquesta feina va caure sobre els Estats Units i el Canadà. Els subministraments es van emmagatzemar a prop d'Aasiaat i des d'allà s'anava repartint entre la resta de pobles de la regió, com Uummannaq i Sisimiut.
Aasiaat ha crescut molt des de la postguerra. Els nord-americans van construir una estació meteorològica en 1942. El bacallà, un peix econòmicament popular des de la dècada de 1930, és pescat i enviat a una fàbrica nova per a salar-lo i empaquetar-lo. Van aparèixer altres negocis, acomodats als recursos i al clima de la regió. Aquest creixement accelerat va arribar al seu màxim durant la dècada de 1950, quan es van instal·lar una central elèctrica i una estació de telecomunicacions.

## Clima
El clima predominant és l'anomenat clima de tundra. La classificació climàtica de Köppen és ET. La temperatura mitjana anual a Aasiaat és de -4,5 °C.
| Mesos                  | gen     | feb     | mar     | abr     | mai    | jun   | jul   | ago   | set   | oct    | nov    | des     | any    |
| ---------------------- | ------- | ------- | ------- | ------- | ------ | ----- | ----- | ----- | ----- | ------ | ------ | ------- | ------ |
| Mitjana de les màximes | -9,9°C  | -11,5°C | -11,9°C | -5,3°C  | 1,5°C  | 6,0°C | 9,2°C | 8,5°C | 5,0°C | 0,0°C  | -3,9°C | -7,0°C  | -1,6°C |
| Mitjana de les mínimes | -16,7°C | -18,9°C | -19,4°C | -12,6°C | -3,8°C | 0,8°C | 3,6°C | 3,4°C | 0,7°C | -4,4°C | -8,8°C | -12,8°C | -7,4°C |
| Pluja                  | 16mm    | 15mm    | 17mm    | 17mm    | 15mm   | 20mm  | 26mm  | 34mm  | 32mm  | 26mm   | 30mm   | 23mm    | 271mm  |

## Activitats d'Aasiaat

### Economia
Les activitats econòmiques primàries de la regió són la pesca de crangons i de crancs, la construcció naval, i el turisme.

### Port i aeroport
La ciutat té un port utilitzat per l'Arctic Umiaq Line. També hi ha l'aeroport Mittarfik Aasiaat, amb vols directes a Ilulissat, Kangerlussuaq i altres llocs en l'àrea de la Badia Disko, operats per Air Greenland.

### Educació
Aasiaat té quatre escoles: una escola regular (Gammeqarfik), un institut (GU Aasiaat), una escola per als discapacitats (Ado Lyngep Atuarfia) i una escola taller (Piarersarfik).

### Turisme
El municipi ofereix moltes activitats turístiques, com kayak, esquí de fons, trineus arrossegats per gossos i observació de balenes.